# سهل بن هارون
مترجم وفيلسوف وأديب. توفي 830م. ولد قرب البصرة في أسرة فارسية الأصل ونشأ فيها وفي بغداد، ثم خدم يحيى البرمكي، وخلفه على ديوان بغداد بعد قتله. ولي مكتبة المأمون، ثم بيت الحكمة البغدادية. وهو أديب وقصاص وشاعر، وقد حاول تقليد ابن المقفع في كتابه كليلة ودمنة فألف قصصاً كثيرة على غرارها مثل ثعلة وعفراء والنمر والثعلب. كما أن أسلوبه يماثل أسلوب ابن المقفع في دقته ووضوحه وسهولته وخلوه من المحسنات اللفظية. ولابن هارون أيضا (تدبير الملك والرئاسة) و(الاخوات) و(المسائل) و(رسالة البخل) التي اتهم بسببها بالشعوبية لازدرائه الكرم العربي. َ

## مؤلفاته
من مؤلفاته:
- كتاب الهذلية والمخزومي
- كتاب النمر والثعلب
- كثاب ثعلة وعفراء
- كتاب أدب أسد بن أسد
- كتاب الغزالين
- كتاب ندود وودود ولدود
- كتاب الوامق والعذراء (يُقال أيضًا الوامق والعذراء، وهي ترجمة لفاميق والعذراء لعنصري ومُشابهة إلى مطخوس وبارينوب)
- كتاب الضرتين
- كتاب الضرس
- كتاب شجرة العقل
- كتاب تدبير المُلك والسياسة
- كتاب إلى عيسى بن أبان في القضاء
- كتاب ديوان الرسائل
- كتاب الأخوات
- كتاب المسائل
- رسائل البُخل
- كتاب الرياض[2]